# Mesosetum chaseae
Mesosetum chaseae är en gräsart som beskrevs av Luces. Mesosetum chaseae ingår i släktet Mesosetum och familjen gräs. Inga underarter finns listade i Catalogue of Life.